# Agustín Ojeda
Agustín Ojeda, né le 19 juin 2004 à Rosario en Argentine, est un footballeur argentin qui évolue au poste d'ailier gauche au New York City FC.

## Biographie

### En club
Né à Rosario en Argentine, Agustín Ojeda est formé au Racing Club, où il commence sa carrière. Il joue son premier match dans la première division le 17 juin 2023, face au Vélez Sarsfield. Il entre en jeu et son équipe s'impose par deux buts à un.
Pour sa première titularisation avec le Racing il inscrit son premier but en première division le 25 juillet 2023, face au Central Córdoba. Il participe ainsi à la victoire de son équipe par trois buts à un,.
Le 11 août 2023, Ojeda inscrit son premier but en Copa Libertadores, face aux colombiens de l'Atlético Nacional. Il est titulaire et contribue à la victoire de son équipe par trois buts à zéro.
Le 2 février 2024, Agustín Ojeda rejoint le New York City FC pour un contrat courant jusqu'en décembre 2028, avec une année supplémentaire en option.
Ojeda marque son premier but pour New York City le 14 avril 2024, lors d'une rencontre de MLS face au Revolution de la Nouvelle-Angleterre. Titularisé, il ouvre le score et contribue à la victoire de son équipe par deux buts à zéro.

### En sélection
Agustín Ojeda représente l'équipe d'Argentine des moins de 20 ans, jouant un seul match en 2022.